# Tropone
La tropone, ou 2,4,6-cycloheptatrièn-1-one, est un composé organique qui présente un certain intérêt en chimie organique en tant qu'aromatique non-benzénoïde.